# Sue Ryder
Sue Ryderová (nepřechýleně Ryder, 3. července 1924 – 2. listopadu 2000), vlastním jménem Margaret Susan Cheshireová (nepřechýleně Cheshire), baronka Ryderová z Varšavy, lady Cheshireová, CMG, OBE, rozená Ryderová, za 2. světové války britská dobrovolnice Oddělení pro zvláštní operace britské zpravodajské služby MI6 a organizace First Aid Nursing Yeomanry, později zakladatelka charitativních organizací, zejména nadace Sue Ryder Foundation.

## Životopis
Margaret Susan Ryder se narodila 3. 7. 1924 v Leedsu jako dcera Charlese Fostera Rydera a Mabel Elizabeth Simsové. Rodina žila v domě Scarcroft Grange nedaleko Leedsu, na němž je dnes umístěna modrá pamětní deska. Vzdělávala se na Benenden School. V jejím rodném i úmrtním listu je uvedeno datum o rok později, 3. července 1924, stejně jako na pamětní desce odhalené na počest Sue Ryder a Leonarda Cheshire v kostele Cavendish v Suffolku.

### 2. světová válka
Roku 1939, tedy ve svých 16 letech vstoupila do "Free FANY", oddílu First Aid Nursing Yeomanry. Tyto Speciální jednotky byly dobrovolné a nezávislé a jako takové byly využívány mimo jiné i Oddělením pro zvláštní operace (SOE) britské MI6. Ryderová byla přidělena k polské sekci SOE a v roce 1943 byla vyslána s polskou jednotkou do Tuniska, Alžírska a později do Itálie. Poláci byli SOE vycvičeni jako parašutisté pro infiltraci do Polska. V roce 1945 se vrátila do Spojeného království a byla přidělena k polským jednotkám ve Skotsku. Propuštěna z armády byla v listopadu 1945.

### Poválečné aktivity
Po válce se Ryderová dobrovolně přihlásila k humanitární práci v Evropě, zpočátku u Amis Volontaires Français, Červeného kříže a Guide International Service. Její spojení s SOE jí ztížilo počáteční službu v Polsku, ale vytrvala, což ji velmi ovlivnilo. Oficiální humanitární organizace se v roce 1952 stáhly a Ryderová se rozhodla zůstat pracovat sama, navštěvovat věznice a nemocnice.V poválečném období bylo mnoho neněmeckých občanů, zejména mladých mužů, kteří se nemohli vrátit do své země buď kvůli nedostatku dokladů, nebo proto, že jejich rodiny nebyly naživu. V důsledku toho se někteří z těchto mladých mužů uchýlili ke zločinu, obvykle proto, aby si mohli koupit jídlo, nebo v některých případech proto, aby se pomstili svým bývalým věznitelům. Právě těchto lidí se zastávala Sue Ryderová, která je nazývala "Bods"
Jezdila po celém Německu, aby je navštívila ve věznicích, kde ji úřady často nepřijaly. V jednu dobu bylo ve věznicích 1400 "Bods", převážně Poláků, ale také z Albánie, Československa, Estonska, Maďarska, Lotyšska, Litvy, Rumunska, Sovětského svazu a Jugoslávie. Ryderová za ně žádala o snížení trestu nebo za jejich propuštění a pro mnohé z nich byla jedinou návštěvou. Někteří byli popraveni a ona se s nimi zůstávala, aby se s nimi modlila. Z těch, kteří byli propuštěni, se jí podařilo některé repatriovat do Británie. Ještě dva roky před svou smrtí v roce 2000 navštěvovala každý prosinec tři vězně a sama jezdila autem po Evropě.

### Charitativní práce
Na základě svých zkušeností z SOE a setkání se statečnými lidmi, se kterými se setkala, byla Ryderová rozhodnuta vytvořit "živý památník" milionům lidí, kteří zahynuli ve světové válce, a všem, kteří nadále trpí a umírají kvůli pronásledování. V roce 1953 založila svou charitativní organizaci, původně Forgotten Allies Trust, která se později změnila na Sue Ryder Foundation. V roce 1996 se její charitativní organizace stala Sue Ryder Care a v roce 2011 změnila svůj název na Sue Ryder.
První domov ve Velké Británii založila v domě své matky v Cavendishe v Suffolku v roce 1953, předtím založila v Německu Osadu svatého Kryštofa v Hannoveru (St Christopher Settlement) a St. Christopher Kreis ve Frankfurtu n. M. Tyto domovy a projekty byly původně určeny pro ty, kteří přežili koncentrační tábory druhé světové války. Domov v Cavendishi, kde také Sue Ryderová s rodinou žila, poskytoval péči nemocným a postiženým lidem až do roku 2001.
Do 70. let 20. století byly domovy zřizovány v Polsku a v zemích bývalé Jugoslávie. Místní úřady v každé zemi vybudovaly základy domů a zavedly inženýrské sítě. Prefabrikované budovy a zařízení byly zasílány ze Spojeného království a stavěli je místní stavitelé společně s britskými řemeslníky. Tímto způsobem bylo v každé zemi zahájeno více než dvacet domů a Ryder každoročně navštěvovala místa pro nové domy a zjišťovala, jaká další pomoc je zapotřebí.
S vědomím obtížných podmínek, v nichž v Polsku nadále žilo mnoho lidí, kteří přežili koncentrační tábory, zahájila Sue Ryder prázdninový program. Ten zpočátku začínal v Dánsku a Sue Ryder tam vozila jednotlivce z Polska, kde se ubytovávali u přátel. V roce 1958 se program přenesl do Velké Británie, a protože domov v Cavendish byl již plný, Sue Ryder si pronajala jižní křídlo nedaleké Melford Hall. Po jedenáct let zde mnoho přeživších z koncentračních táborů pobývalo na tři nebo čtyři týdny na dovolené. Ryderová nadále hledala trvalejší objekt a nakonec se dalším domovem Sue Ryder stal Stagenhoe Park v Hertfordshire, který pokračoval v prázdninovém programu. Když program skončil, domov pokračoval v poskytování péče a bylo z něj centrum neurologické péče. Až do 90. let 20. století byly v Británii otevřeny domovy Sue Ryder, které dnes provozuje charitativní organizace Sue Ryder jako hospice a centra neurologické péče, podporovaná sítí více než 400 obchodů Sue Ryder. Obchod Sue Ryder BYL dokonce i na ostrově Ascension.
V roce 1958, rok před svatbou, založili Sue Ryder a Leonard Cheshire v Indii středisko Raphael nedaleko Dehra Dunu. Jeho součástí byly domovy pro nemocné leprou, lidi s poruchami učení, sirotky a nemajetné děti, škola a nemocnice s křídlem pro tuberkulózu. V Austrálii a na Novém Zélandu se na tento projekt začaly shromažďovat finanční prostředky. Z práce v středisku Raphael vznikla jejich společná charitativní organizací Ryder-Cheshire, která ve Spojeném království pokračuje jako Enrych a podporuje lidi se zdravotním postižením tím, že jim prostřednictvím dobrovolníků poskytuje přístup k volnočasovým a vzdělávacím příležitostem. V Austrálii Ryder-Cheshire Australia nadále podporuje Raphael v Indii, domov v Klibur Domin ve Východním Timoru a dva australské domovy v Mt. Gambier a Melbourne. Raphael je samostatný trust a je centrem pro osoby s autismem, mozkovou obrnou, poruchami učení a vícečetným postižením.
Mezinárodní činnost Sue Ryder se rozšířila o domovy a projekty, včetně mobilních zdravotnických jednotek také v Belgii, České republice, Izraeli, Itálii, Francii, Albánii, Řecku, Irsku, Etiopii a Malawi. 
V roce 1995 darovala Sue Ryderové anglikánská křesťanská komunita svaté Kateřiny Alexandrijské (High Anglican Christian Community of St Katharine of Alexandria) dům a pozemky v Parmoor, nyní známé jako St Katharine's. Z domu udělala Sue Ryder sídlo své nezávislé charitativní organizace Sue Ryder Prayer Fellowship, kterou založila v roce 1984. Společnost byla založena lady Ryderovou jako "“powerhouse of prayer - modlitební elektrárna" pro potřeby druhých, a zejména pro práci, která se ve jménu Sue Ryderové vykonává po celém světě. Dům je křesťanskou modlitebnou a v duchu ekumenismu a smíření přijímá lidi ze všech denominací i bez nich a ze všech společenských vrstev.
V roce 1998 Sue Ryderová odešla z funkce správkyně a přerušila své styky se Sue Ryder Foundation po sporu s ostatními správci, které obvinila ze zrazení svých hlavních zásad. V únoru 2000 Ryderová založila nadaci Lady Ryder of Warsaw Memorial Trust (dříve nazývanou Bouverie Foundation), aby pokračovala v charitativní činnosti podle svých ideálů. Trust se věnuje pomoci trpícím a snaží se poskytovat osobní služby potřebným bez ohledu na věk, rasu nebo vyznání, jako součást lidské rodiny. Od roku 2021 začala spolupracovat s univerzitami v Bristolu a Newcastlu, aby pomohla vyškolit více lékařů.

### Ve sněmovně
Ve Sněmovně lordů se Sue Ryder účastnila debat o obraně, drogové závislosti, bydlení, zdravotnictví, nezaměstnanosti, reformě vězeňství a rasových vztazích. Nadále zasazovala o Polsko, a když se tam zhroutila komunistická vláda, zajistila kamiony s lékařskou a potravinovou pomocí. V roce 1989 Ryderová prostřednictvím deníku The Daily Telegraph apelovala na získání dalších finančních prostředků a prostřednictvím fondu Lady Ryder of Warsaw Appeals Fund vybrala 40 000 liber.
V rozpravě lordů k zákonu o trestní spravedlnosti a veřejném pořádku z roku 1994 předložila Sue Ryder jménem lorda Ashbourna (který nebyl přítomen) pozměňovací návrh, který navrhoval "omezení péče o děti homosexuály". Ashbournův pozměňovací návrh navrhoval, aby bylo trestným činem, pokud "jakýkoli homosexuální muž nebo žena, jiný než přirozený rodič, má v péči nebo v opatrovnictví dítě mladší osmnácti let." Sue Ryder pozměňovací návrh stáhla, když získal omezenou podporu peerů, a prohlásila: "Vážení lordi, jsem vskutku vděčna urozeným pánům, kteří se zúčastnili rozpravy o tomto pozměňovacím návrhu, který se snaží chránit děti a není zamýšlen jako útok na osoby s homosexuálními sklony. Důvodem, proč já a moji příznivci zastáváme tento názor, je to, že Bible jasně říká, že je nespravedlivé, aby takzvaný homosexuální pár dostal do péče a opatrovnictví dítě. Upozorňuji, že tuto záležitost nenechám v klidu. Určitě se k ní později vrátím. V této fázi žádám o dovolení stáhnout pozměňovací návrh."
Lady Sue Ryder zemřela 2. listopadu 2000 v Bury St Edmunds v Suffolku ve věku 76 let.

## Působení v České republice
Do ČR přichází Sue Ryder v roce 1994, kdy je i zaregistrována a zvítězila i ve výběrovém řízení na rekonstrukci Michelského dvora. Roku 1995 se osobně přijela na historické budovy podívat a velmi se jí zamlouvaly. O činnosti nadace Sue Ryder v Michelském dvoře vyšla roku 2024 obsáhlá příloha Katolického Týdeníku.

## Ocenění a vyznamenání
- V roce 1957 byla Sue Ryder jmenována důstojníkem Řádu britského impéria (OBE).[34]
- Spolu se svým manželem Leonardem Cheshirem obdržela v roce 1975 společnou cenu Variety Club Humanitarian Award, kterou jí předala princezna Margaret.[35]
- V roce 1976 byl Sue Ryder udělen Řád svatého Michaela a Jiří ve stupni Companion (CMG).[36]
- 31. ledna 1979 stala doživotním peerem a byla ji udělena důstojnost baronky Spojeného království s titulem a oslovením baronka Ryder z Varšavy (Ryder of Warsaw),či z Varšavy v Polsku a z Cavendish v hrabství Suffolk. (by the name style and title of BARONESS RYDER OF WARSAW, or Warsaw in Poland and of Cavendish in the County of Suffolk.)[37]
- Její manžel byl v roce 1991 jmenován doživotním peerem jako baron Cheshire, v důsledku čehož Sue Ryder získala další titul baronka Cheshire.

## Biografie
- A.J. Forest, But Some There Be[38]. London: (Badger Book), 1959.
- Tessa West, Lady Sue Ryder of Warsaw: Single-minded philanthropist. Chicago: Shepheard-Walwyn, 2019.[39]
- Joanne Bogle, A Life Lived for Others Leominster: Gracewing, 2022.[40]

## Dílo
- And the Morrow is Theirs (1975)[41]
- Child of My Love (1986)[42]